# Karlsborgs BK
Karlsborgs BK (KBK) var en bandyklubb i Karlsborg i Kalix kommun, Sverige. Klubben spelade i Allsvenskan för herrar säsongerna 1996/1997, 1997/1998 och 1998/1999.
Karlsborgs bandyhistoria sträcker sig tillbaka till 1930-talet då bandyn spelades i Karlsborgs idrottsklubbs (KIK) regi.
Då fanns det lokala bandylag i stort sett i varje by. KIK blev Assi IF och den 26 april 1976 bildades den renodlade bandyklubben Karlsborgs Bandyklubb.
Några år under 1980-talet var Karlsborgs damlag i bandy framgångsrikt och 1996 gick herrlaget upp i allsvenskan. Under tre säsonger lyckades KBK hålla sig kvar i allsvenskan. Den största framgången var förkval till elitserien mot Motala säsongen 1997/1998 i bäst av två matcher, där resultatet blev 1-1 i matcher men Motala hade bättre målskillnad.
Säsongen 1998/1999 åkte dock Karlsborg ur Allsvenskan, ekonomin var dålig och i juni år 2000, efter en säsong i Division 1, beslutade styrelsen att lägga ner seniorverksamheten.
Under de kommande två säsongerna bedrev klubben endast ungdomsverksamhet. Säsongen 2002/2003 startades ett seniorlag i Division 2 som genast tog sig till Division 1 norra genom kvalspel. Säsongen 2005/2006 tog sig Karlsborgs BK till förkval till Allsvenskan (Sveriges högsta division).
Klubben hade även en fristående supportergrupp, KBK Fans Bruksarna. Hemmaarena var Bruksvallen.

### Fotnoter
1. ↑  Jimmy Andersson (26 februari 1997). ”Säsongen 1996-97”. Jimmys bandysida. Arkiverad från originalet den 21 februari 2015. https://web.archive.org/web/20150221132009/http://www.jimbobandy.nu/oldtab/96-97.html. Läst 21 februari 2015.
2. ↑  Jimmy Andersson (26 februari 1998). ”Säsongen 1997-98”. Jimmys bandysida. Arkiverad från originalet den 21 februari 2015. https://web.archive.org/web/20150221132630/http://www.jimbobandy.nu/oldtab/97-98.html. Läst 21 februari 2015.
3. ↑  Jimmy Andersson (26 februari 1999). ”Säsongen 1996-97”. Jimmys bandysida. Arkiverad från originalet den 21 februari 2015. https://web.archive.org/web/20150221132832/http://www.jimbobandy.nu/oldtab/98-99.html. Läst 21 februari 2015.
4. ↑  ”Klubbinfo”. Karlsborgs BK. https://idrottonline.se/KarlsborgsBK-Bandy/Foreningen/Klubbinfo. Läst 30 juli 2021.
5. ↑  ”Om Karlsborgs BK A-lag Herrar”. Karlsborgs BK. Arkiverad från originalet den 19 april 2014. https://web.archive.org/web/20140419235630/http://www.laget.se/KARLSBORG/About. Läst 14 oktober 2011.